# Santiago Rublico
Santiago Rublico Colminas, kurz meist auch nur Santi Rublico genannt (* 16. August 2005 in Madrid), ist ein philippinisch-spanischer Fußballspieler, der hauptsächlich als Linksverteidiger eingesetzt wird.

## Karriere

### Klub
Nachdem Rublico als in Spanien geborener Sohn philippinischer Eltern lange in der für verschiedene Jugendmannschaften von Atlético Madrid gespielt hatte, wechselte er im Sommer 2017 zu der Jugend von Rayo Vallecano und blieb hier über die folgenden fünf Jahre. Zur U18 kehrte er schlussendlich wieder zu Atlético zurück, wo er auch später in der U19 spielte, bei der er dann auch ein paar Einsätze in der UEFA Youth League der Saison 2023/24 bekam. Zur Spielzeit 2024/25 wechselte er in den Erwachsenenbereich zur ersten Mannschaft von CU Collado Villalba, mit der er nun in der fünftklassigen Tercera Federación spielt. Sein Debüt für die Mannschaft dort hatte er gleich am 1. Spieltag welcher am 8. September 2024 stattfand. Bei einem 0:0 auswärts gegen AD Cala Pozuelo, wurde er zur zweiten Halbzeit für Jan Colomé ins Spiel gebracht.

### Nationalmannschaft
Sein Debüt für die philippinische A-Nationalmannschaft gab er am 24. März 2023 bei einer 0:2-Freundschaftsspielniederlage gegen Kuwait, bei der er auch gleich Teil der Startelf war. In der 78. Minute wurde er für John Lucero ausgewechselt. Nach weiteren Freundschaftsspielen folgten für ihn ab November 2023 auch Einsätze in der Qualifikation für die Weltmeisterschaft 2026, von denen er nur die 0:1-Niederlage gegen den Irak aufgrund einer Gelbsperre verpasste. Am Ende wurde er mit seiner Mannschaft mit nur einem einzigen Punktgewinn Letzter der Qualifikationsgruppe F und schied so frühzeitig aus der Qualifikationsphase aus. Im weiteren Verlauf des Jahres 2024 bestritt er mit seinem Team bislang nur weitere Freundschaftsspiele.
Im Frühsommer 2023 nahm er mit der U22-Auswahl an den Südostasienspielen 2023 teil, wo er als Stammspieler seiner Mannschaft sich mit dieser nach der Gruppenphase mit einem Punkt auf dem fünften und damit letzten Platz der Gruppe A platzierte.